# انتظار انيا (فلم)
انتظار انيا (بالإنجليزية: Waiting for Anya) هو فيلم درامي أمريكي مبني على رواية بنفس اسم الفيلم من تأليف مايكل موروبوجو. صدر الفيلم في الولايات المتحدة في 7 فبراير 2020، وبعدها بأسبوع تم عرضه في المملكة المتحدة وايرلندا. قاموا بأدوار البطولة نواه شناب، وفريدريك شميت.

## القصة
خلال فترة الحرب العالمية الثانية، يقوم جو راعي الأغنام الصغير بمساعدة الأرملة هوركادا في تهريب الأطفال اليهود عبر الحدود بين جنوب فرنسا وإسبانيا.

## طاقم التمثيل
نواه شناب بدور جو.
فريدريك شميت بدور بنجامين.
جين رينو بدور هنري.
أنجيليكا هيوستن بدور هوركادا.

## روابط خارجية
مقالات تستعمل روابط فنية بلا صلة مع ويكي بيانات